# 연합 군수품 할당 위원회

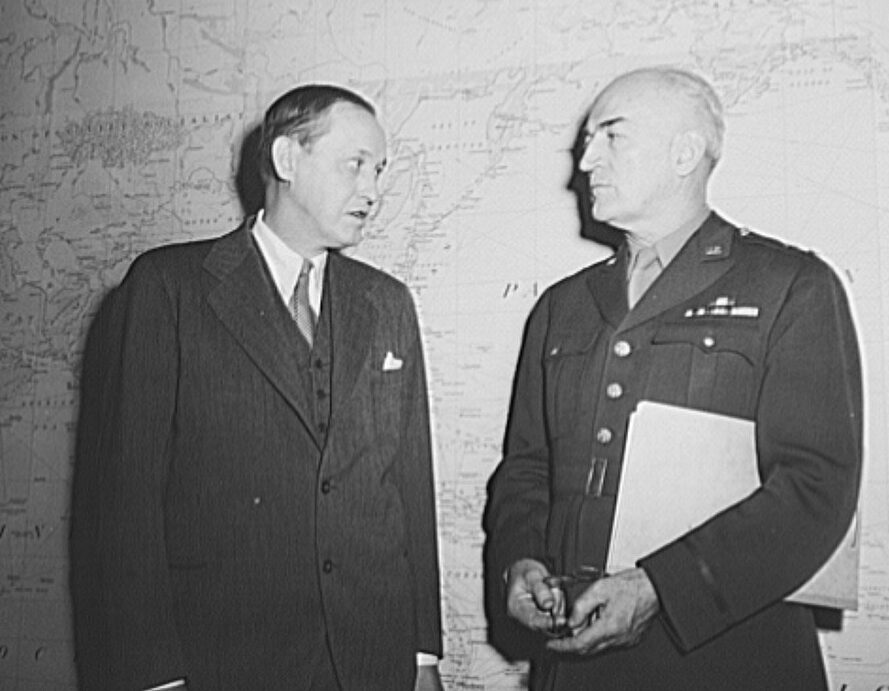
해리 홉킨스 연합 군수품 할당 위원회 의장이 1943년 2월 이사회 집행관 J.H. 번스 육군 소장과 회담하고 있는 모습

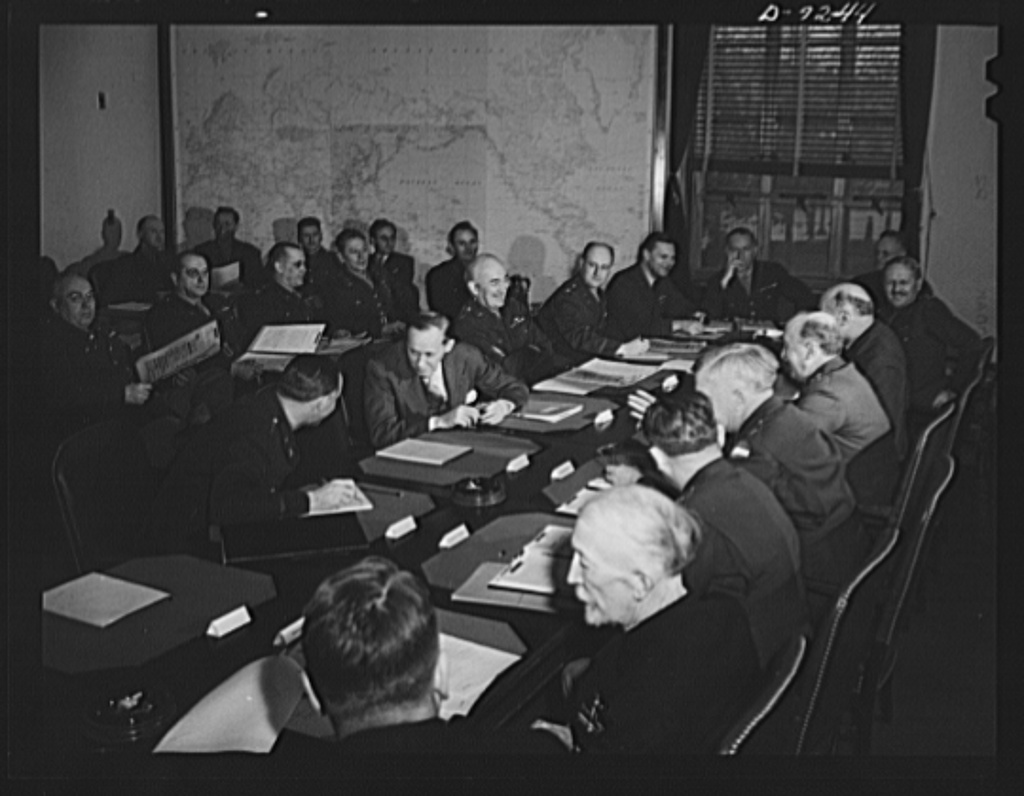
1943년 2월 연합 군수품 할당 위원회 회의를 진행하고 있는 모습

연합 군수품 할당 위원회(영어: Combined Munitions Assignments Board)는 제2차 세계 대전 중 미국과 영국을 위한 주요 정부 기관이었다. 해리 홉킨스와 루스벨트의 최고 고문이 이끄는 이 위원회는 연합국, 특히 영국과 소련에 대한 전쟁 물자 할당 및 무기대여법 원조를 통제했다.
처칠의 원래 계획은 위원회에 두 개의 사무실을 두는 것이었다. 하나는 그가 통제하는 런던에, 다른 하나는 해리 홉킨스 휘하의 워싱턴에 두는 것이었다. 미 육군은 강력히 항의하며 위원회를 미국과 영국 최고 사령관들을 모아놓은 기관인 연합 참모 본부의 통제 하에 두어야 한다고 주장했다. 미 육군 참모총장 조지 마셜 장군은 군수품 분배가 군사 전략에 너무나 필수적이어서 민간인에게 맡길 수 없다고 주장했다. 그의 주장이 승리했다. 홉킨스는 위원회의 수장이 되었지만, 그는 항상 자신의 역할을 연합 참모 본부에 종속되는 것으로 보았다.
캐나다는 위원회에 의석을 요청했으나 거절당했고, 대신 훨씬 덜 강력한 다른 연합 위원회에 의석을 부여받았다.
프랭클린 D. 루스벨트 대통령과 윈스턴 처칠 총리는 1942년 1월 세 가지 임무를 가지고 이 위원회를 설립했다.
1. 영국과 미국의 전체 군수품 자원은 공동 자원으로 간주되며, 이에 대한 모든 정보는 상호 교환될 것이다.
2. 워싱턴과 런던에 연합 참모 본부 산하에 위원회가 서남 태평양 협정과 유사한 방식으로 구성될 것이다. 이 위원회들은 전략적 필요에 따라 영국과 미국 또는 다른 연합국에 대한 모든 할당을 품질과 우선순위 모두에서 조언할 것이다.
3. 이 위원회들이 각 정부의 정책을 충분히 인지할 수 있도록, 대통령은 워싱턴 위원회를 주재할 민간 의장을 지명할 것이며, 총리는 런던 위원회에 대해 유사한 지명을 할 것이다. 각 경우에 위원회는 모든 부서를 조사하고 필요한 모든 소위원회와 연락을 유지할 수 있는 사무국으로부터 지원을 받을 것이다.

## 같이 보기
- 연합 식량 위원회
- 연합 원자재 위원회
- 연합 생산 자원 위원회
- 연합 해운 조정 위원회
- 제2차 세계 대전 중 군사 생산

## 내용주
1. ↑  Roll, (2012) pp 176-79
2. ↑  Robert E. Sherwood, Roosevelt and Hopkins: An Intimate History (1948) pp 471-73
3. ↑  Thompson, John Herd; Randall, Stephen J. (2010). 《Canada and the United States: Ambivalent Allies》. U of Georgia Press. 155쪽. ISBN 9780820337258.
4. ↑  Keesing's Contemporary Archives Volume IV, January, 1942 p. 5001

## 더 읽어보기
- Allen, R.G.D. "Mutual Aid between the U.S. and the British Empire, 1941–5", in Journal of the Royal Statistical Society no. 109 #3, 1946. pp 243–77 in JSTOR  detailed statistical data on Lend Lease
- Clarke, Sir Richard. Anglo-American Economic Collaboration in War and Peace, 1942-1949. (1982), British perspective
- Dobson, Alan P. U.S. Wartime Aid to Britain, 1940-1946 London, 1986.
- Hall, Hessel Duncan, and Christopher Crompton Wrigley. Studies of overseas supply. Vol. 1 (London: HM Stationery Office, 1956), the official British history
- Herring Jr. George C. Aid to Russia, 1941-1946: Strategy, Diplomacy, the Origins of the Cold War (1973) online edition 보관됨 2008-11-19 - 웨이백 머신
- 워렌 F. 킴볼 The Most Unsordid Act: Lend-Lease, 1939-1941 (1969).
- Leighton, Richard M., and  Robert W. Coakley. Global Logistics and Strategy, 1940-1943 (1955) 813 pages    online
- Llewellin, Colonel J.J. "Machinery of Wartime Cooperation between the British Commonwealth and the United States." World Affairs (Sept. 1943) 106#3 pp. 157–163 in JSTOR
- Roll, David.  The Hopkins Touch: Harry Hopkins and the Forging of the Alliance to Defeat Hitler (2012) excerpt and text search and author webcast presentation
- Sherwood, Robert E. Roosevelt and Hopkins (1948), memoir by senior FDR aide; Pulitzer Prize. online edition 보관됨 2023-08-16 - 웨이백 머신
- Tuttle, Dwight William. Harry L. Hopkins and Anglo-American-Soviet Relations, 1941-1945 (1983)
- Woods, Randall Bennett. A Changing of the Guard: Anglo-American Relations, 1941-1946 (1990)